# Biserica romano-catolică din Păsăreni

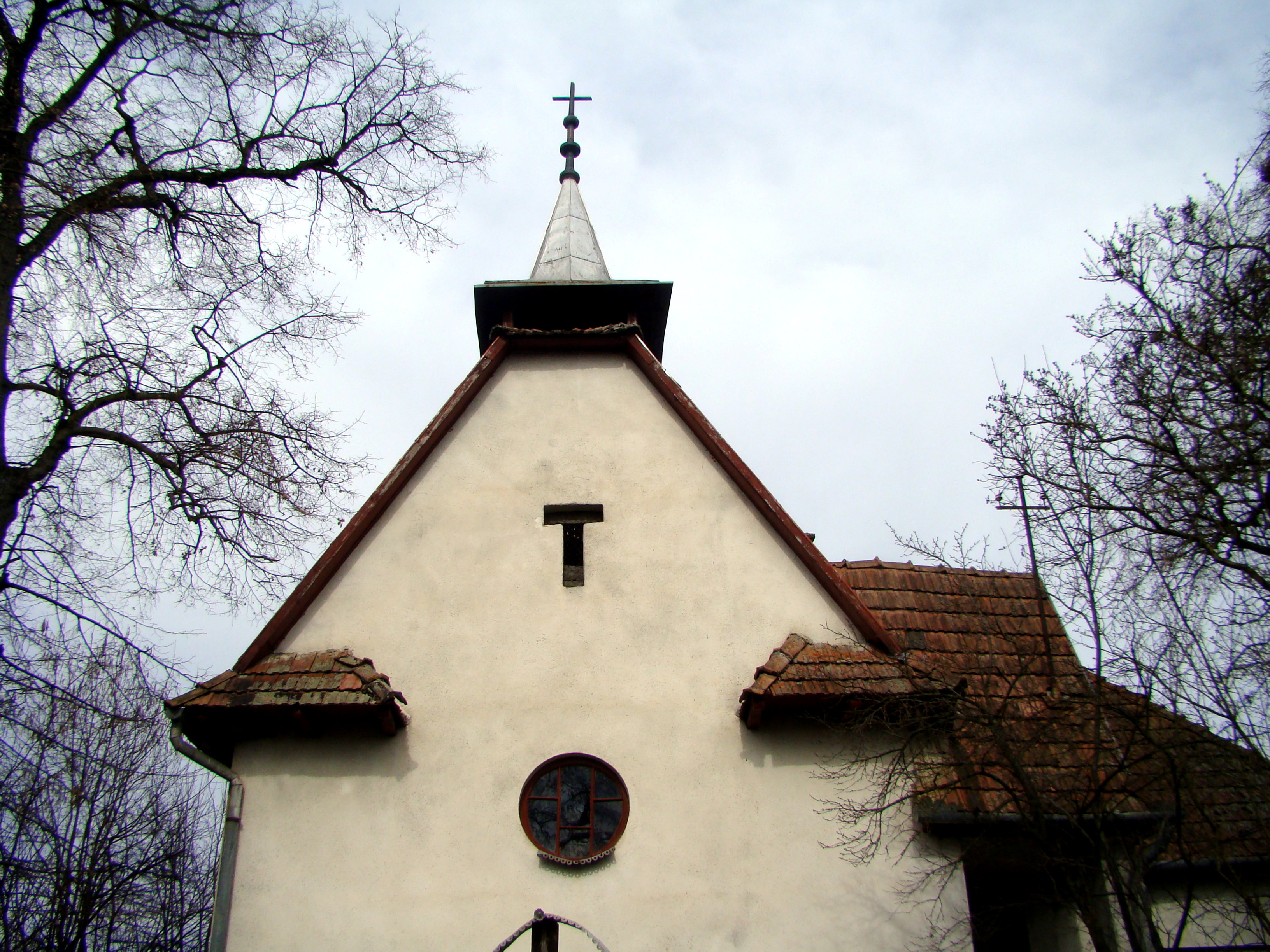
Biserica romano-catolică din Păsăreni (martie 2022)

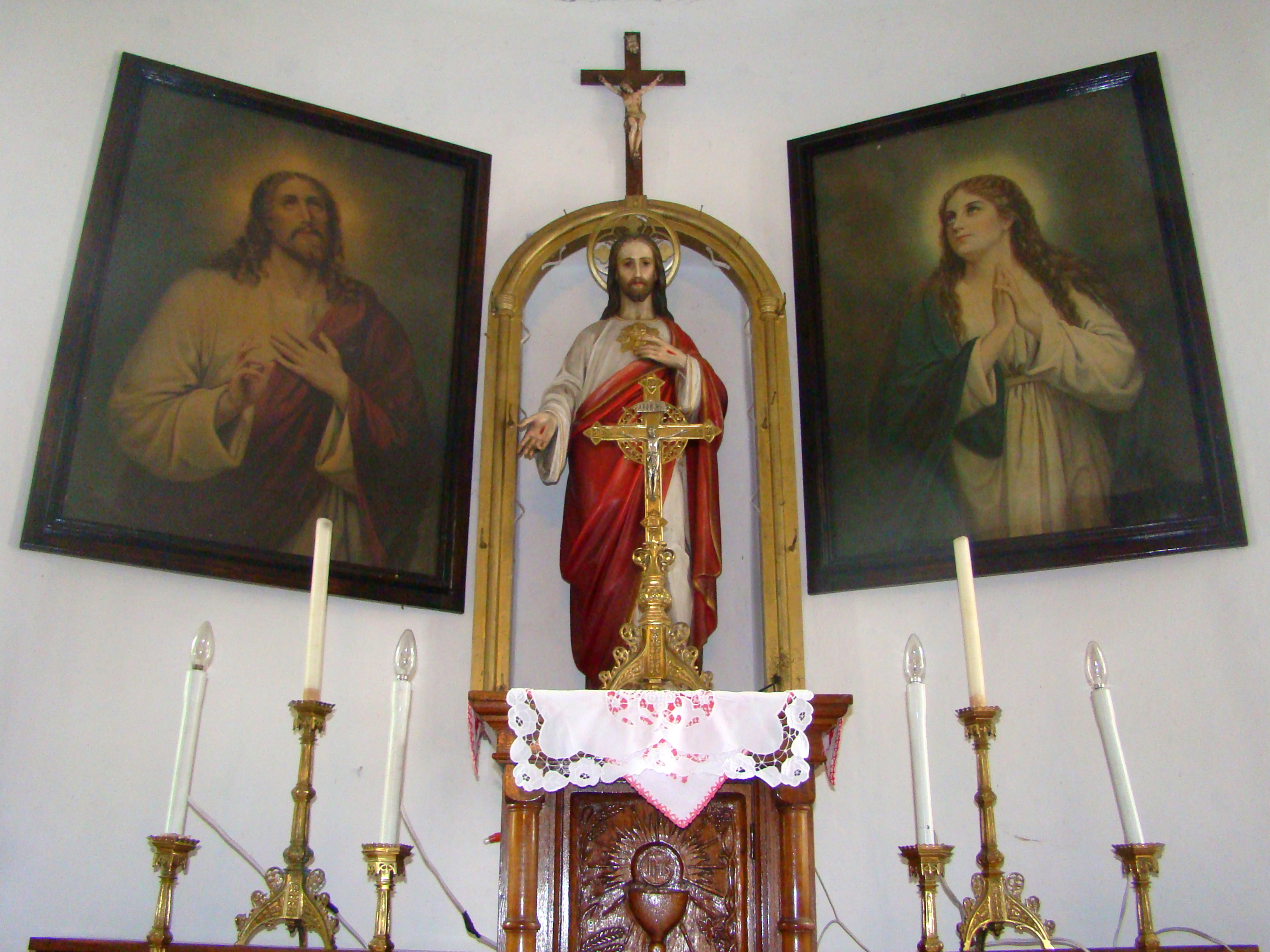
Altarul

Biserica romano-catolică din Păsăreni este un lăcaș de cult aflat pe teritoriul satului Păsăreni, comuna Păsăreni. Are hramul „Preasfânta Inimă a lui Isus”.

## Localitatea
Păsăreni, mai demult Bacicamădăraș, (în maghiară Backamadaras) este satul de reședință al comunei cu același nume din județul Mureș, Transilvania, România. Satul Păsăreni este atestat documentar în anul 1392, cu denumirea Bachka Madaras.

## Biserica
A fost ridicată în anul 1910, cu rol de capelă pentru castelul Horváth-Petrichevich, aflat lângă biserică. În 1910, din cei 1211 locuitori ai satului, 1169 erau maghiari, 24 români, 10 romi și 8 germani.
A fost construită de Gáborné Horváth-Petrichevich (născută Margit Szentkirályi), costurile fiind acoperite printr-o colectă națională.
Un timp în biserică a funcționat o școală primară, în timpul orelor uși culisante închideau altarul, separându-l de restul bisericii. Alăturat se află o locuință, care era casa învățătorului.

## Vezi și
- Păsăreni, Mureș

## Imagini

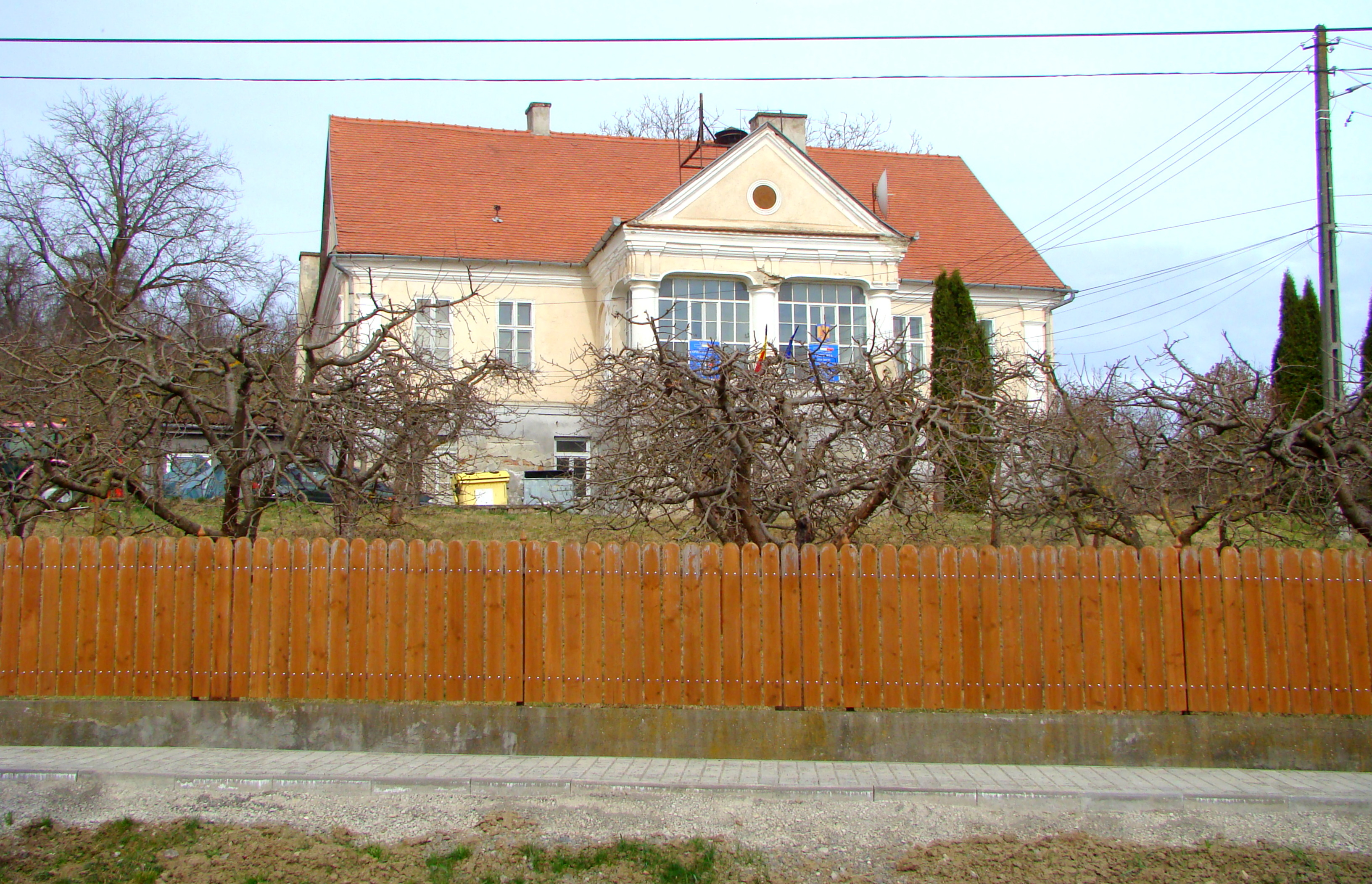
Catelul Horváth-Petrichevich (înc. de sec. XIX, sediu al primăriei din 1925)
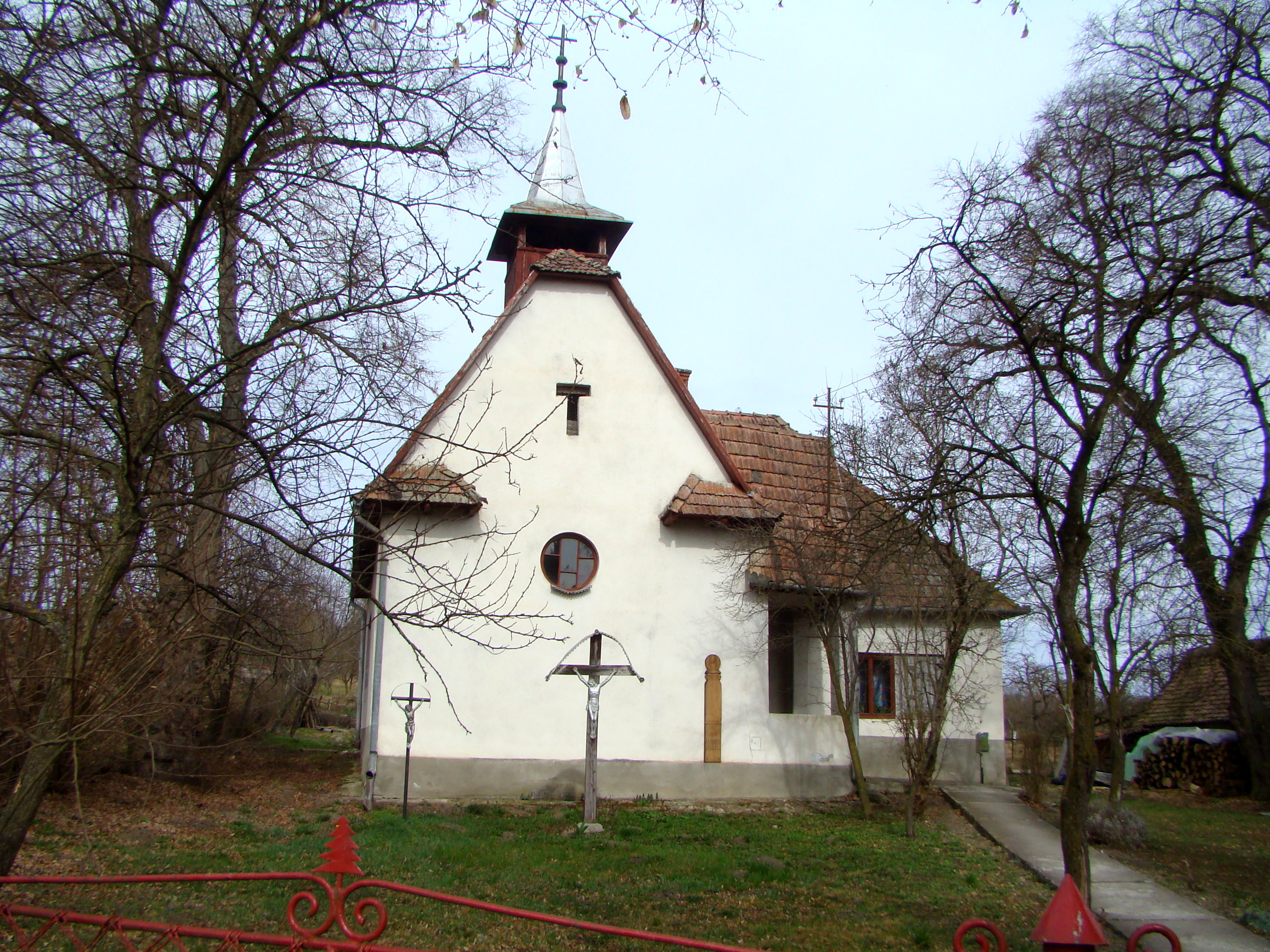
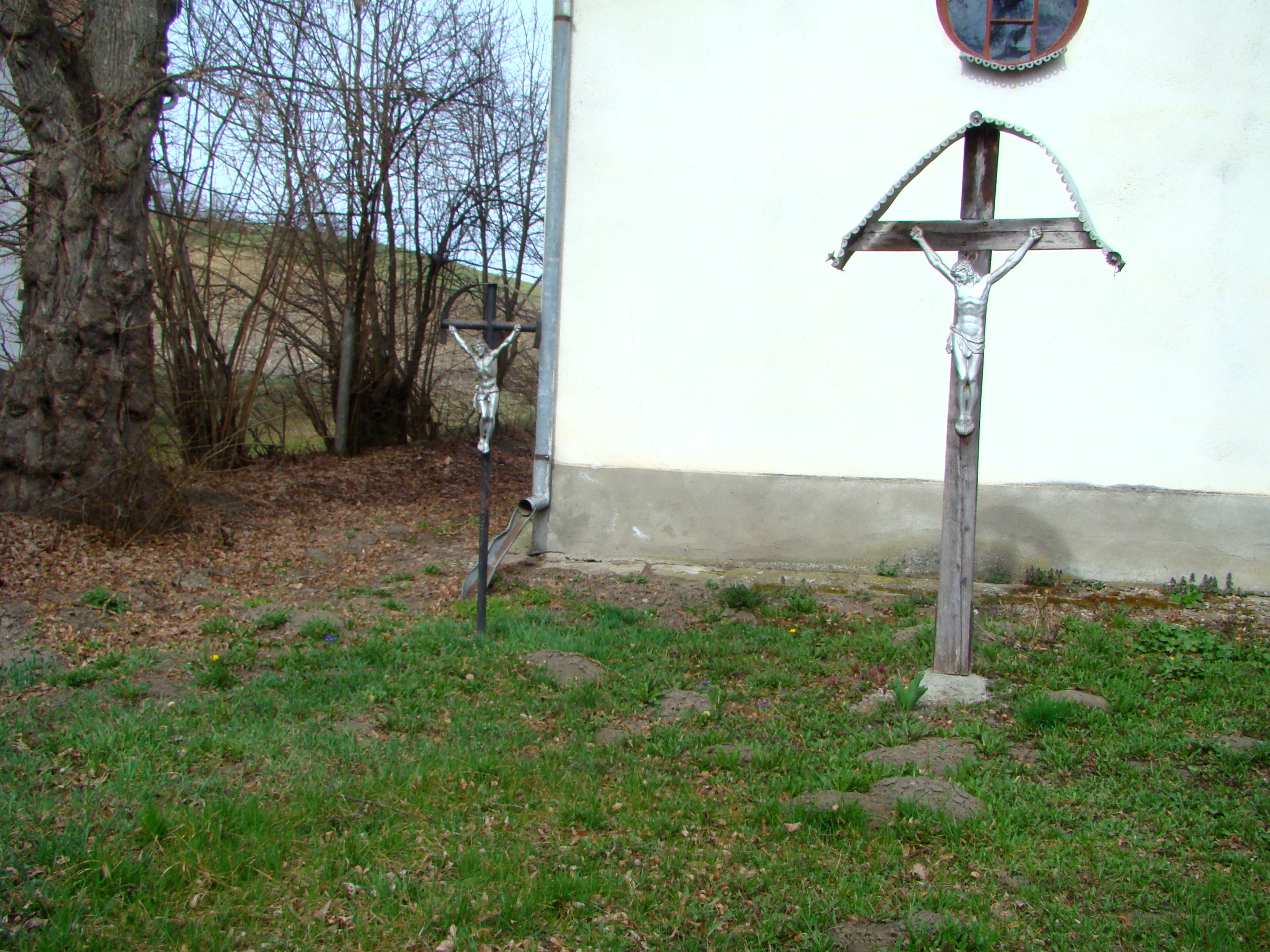
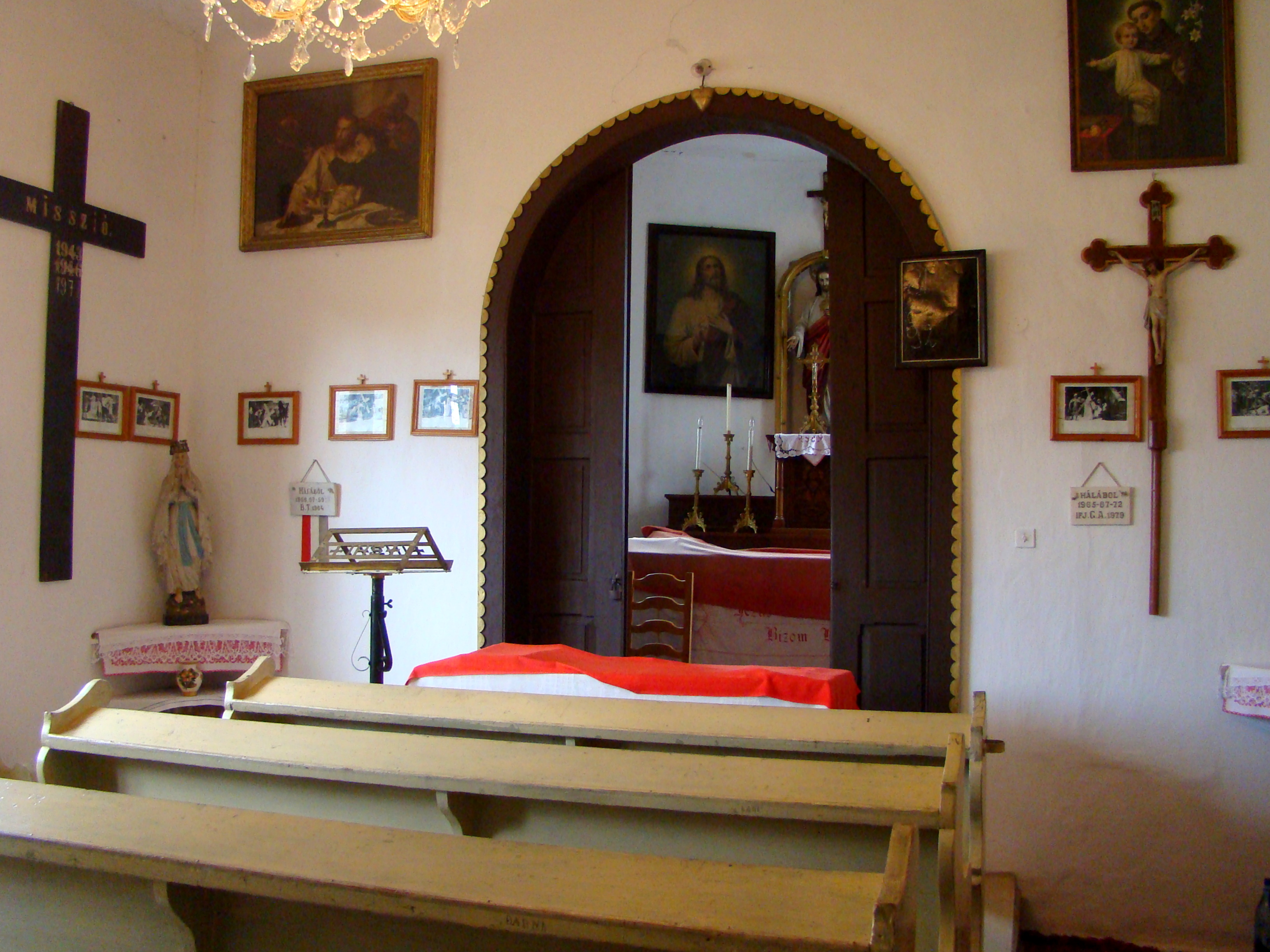
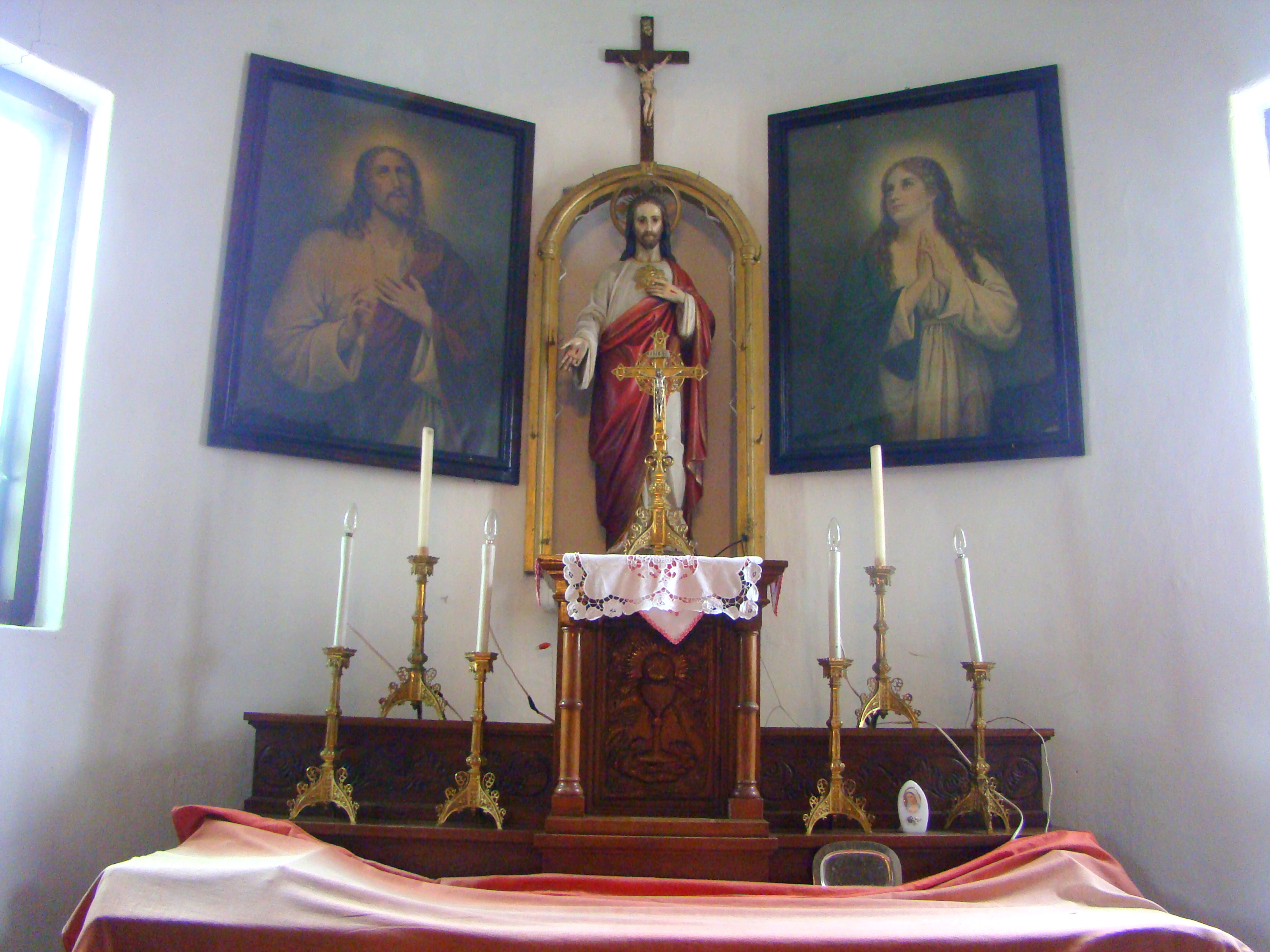
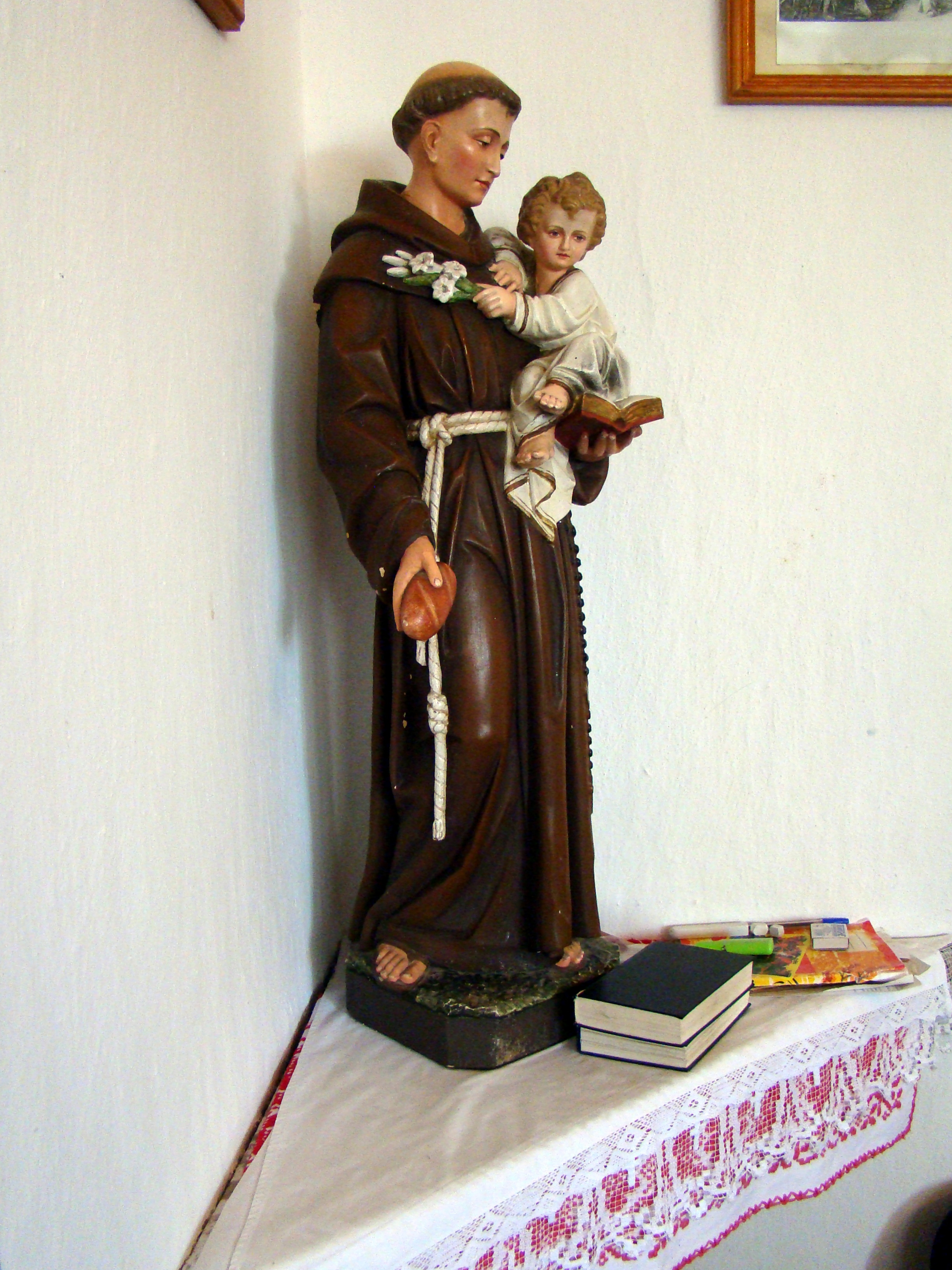
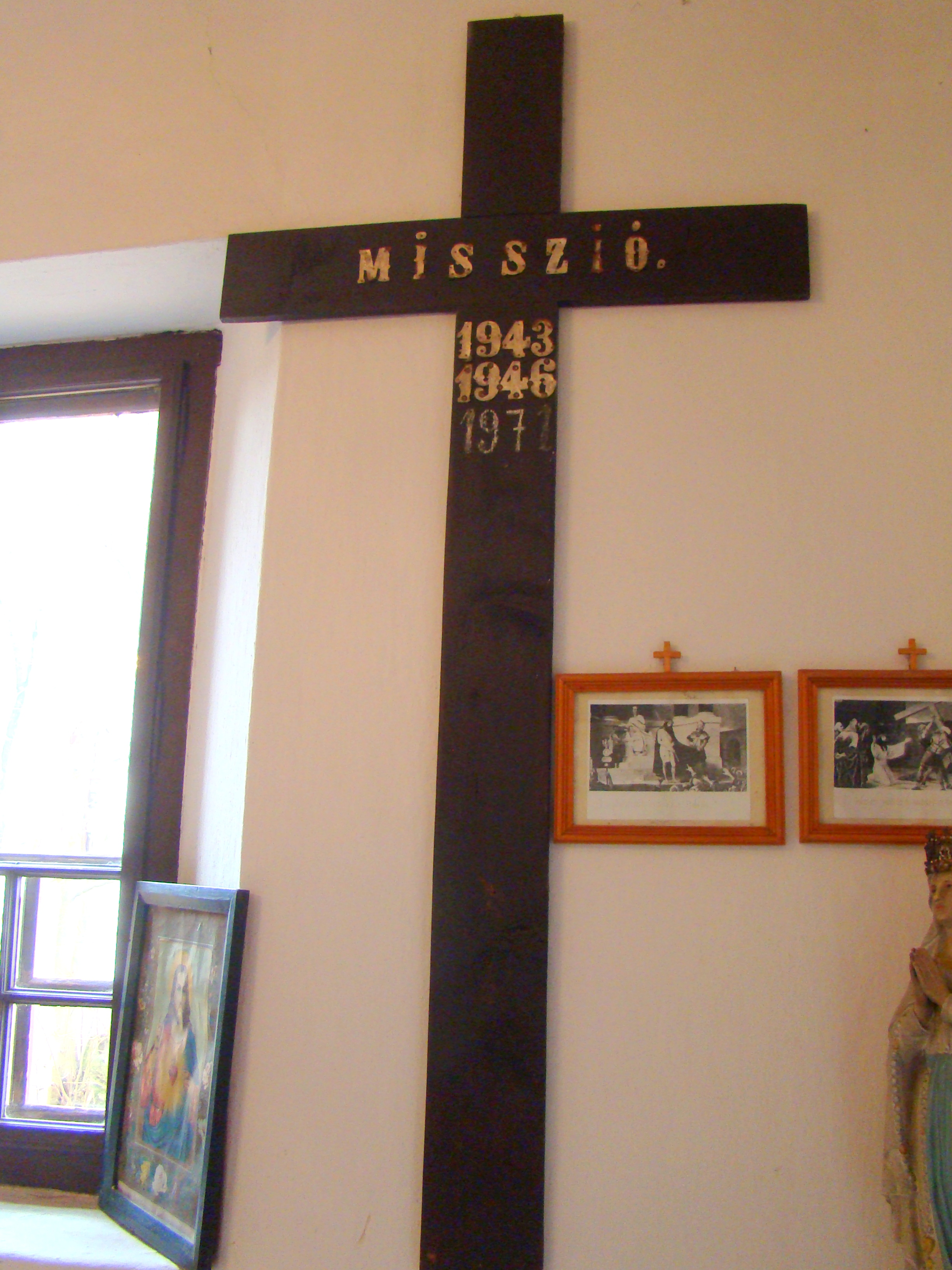
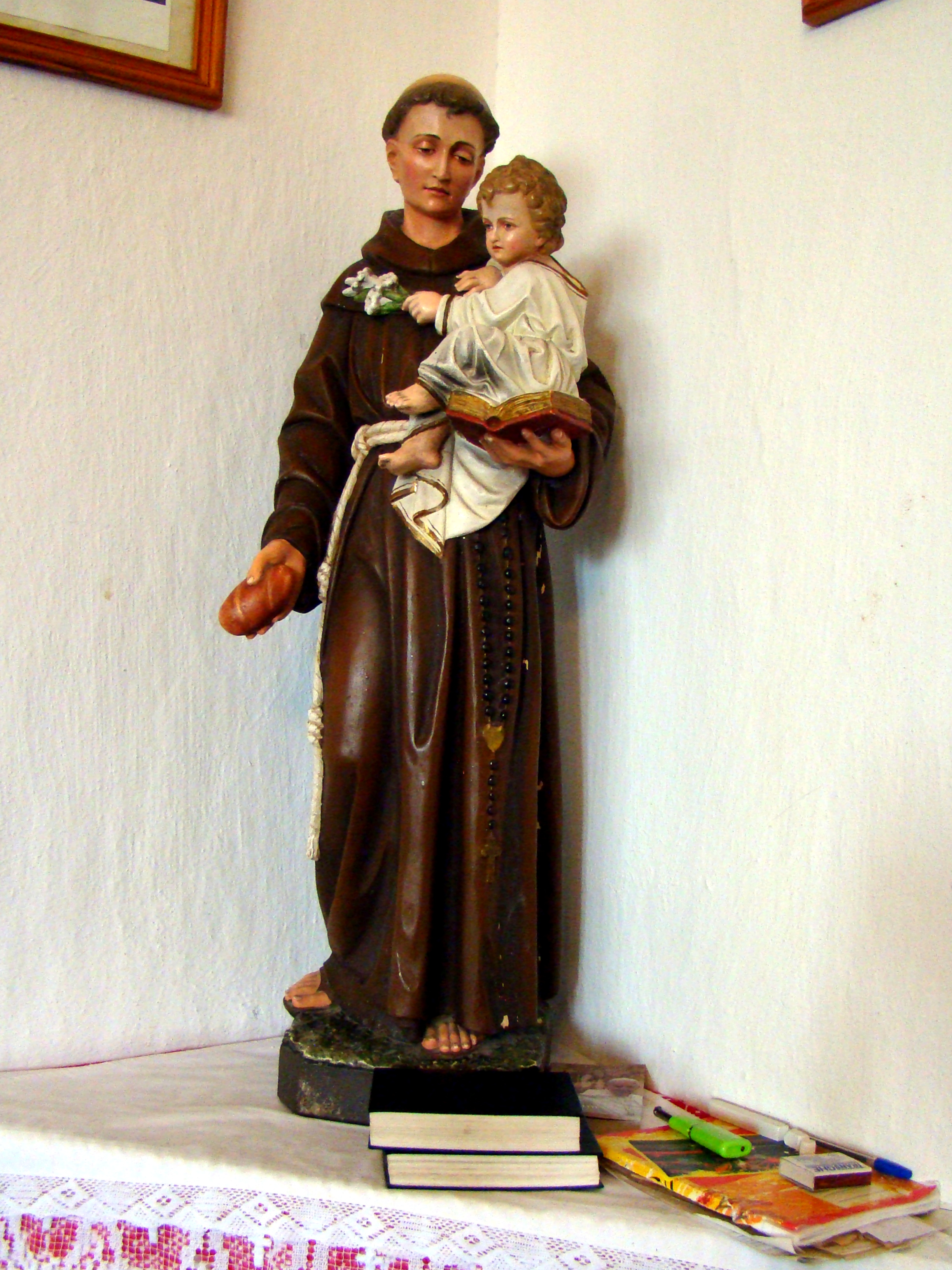
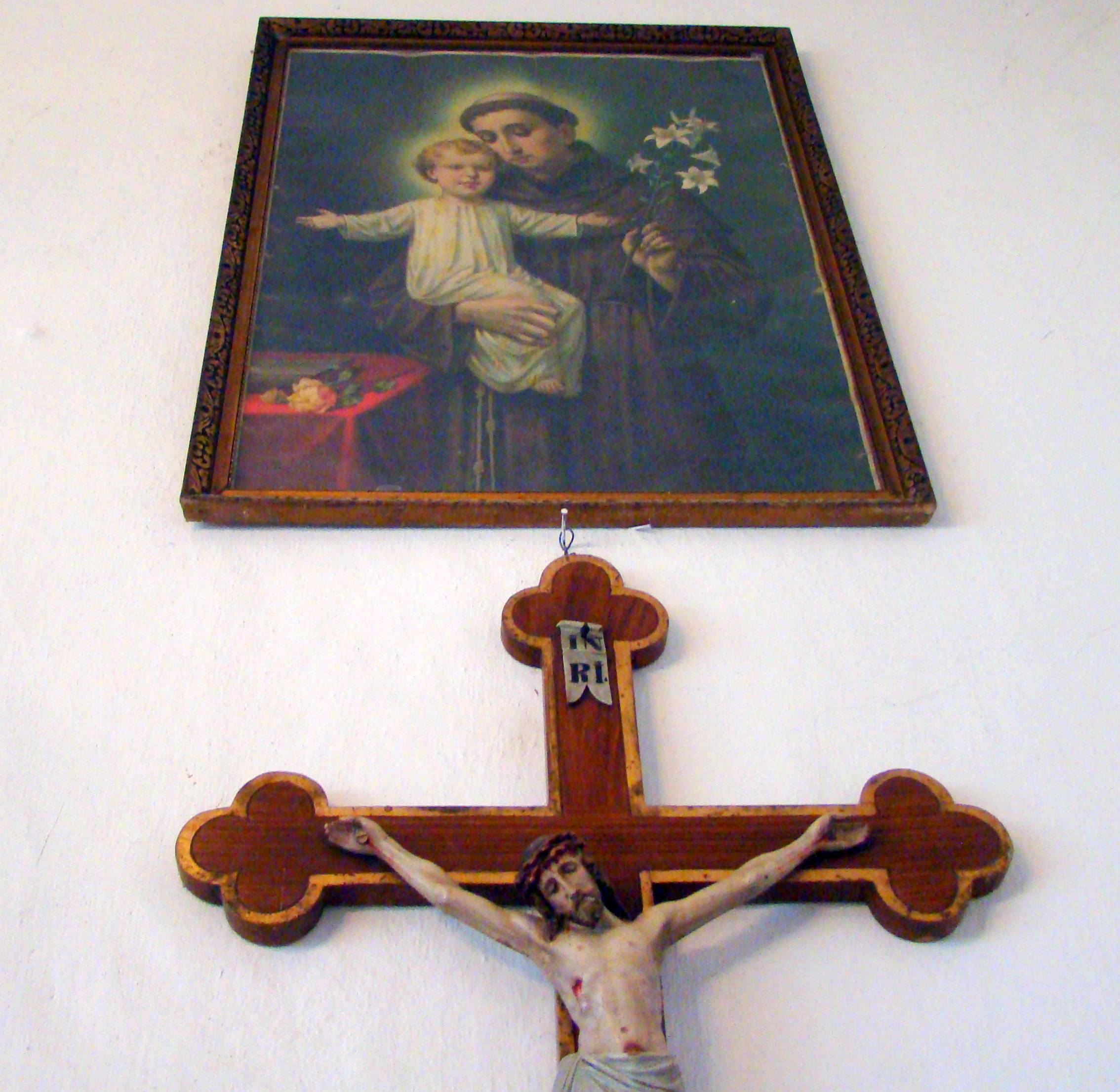
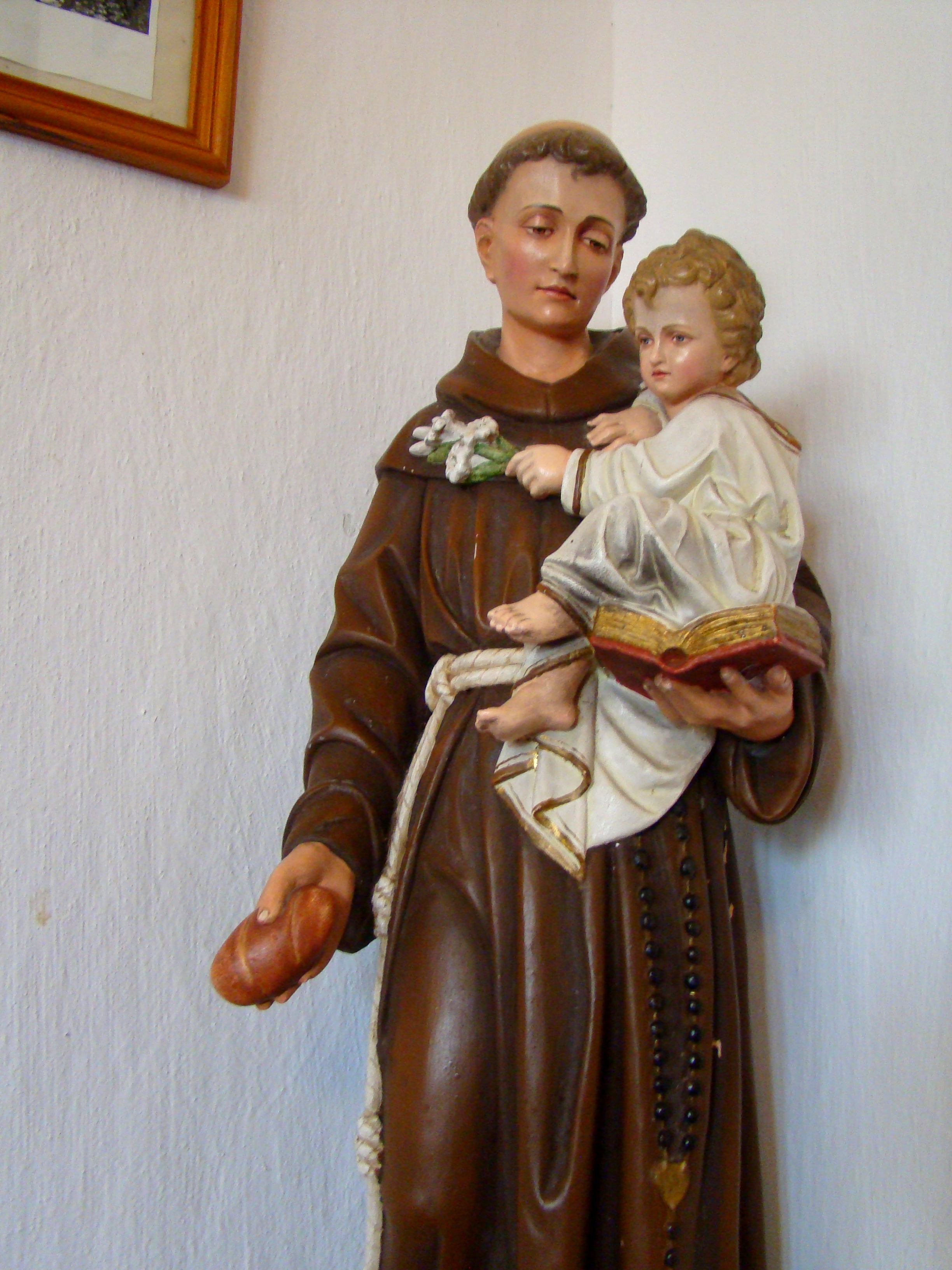
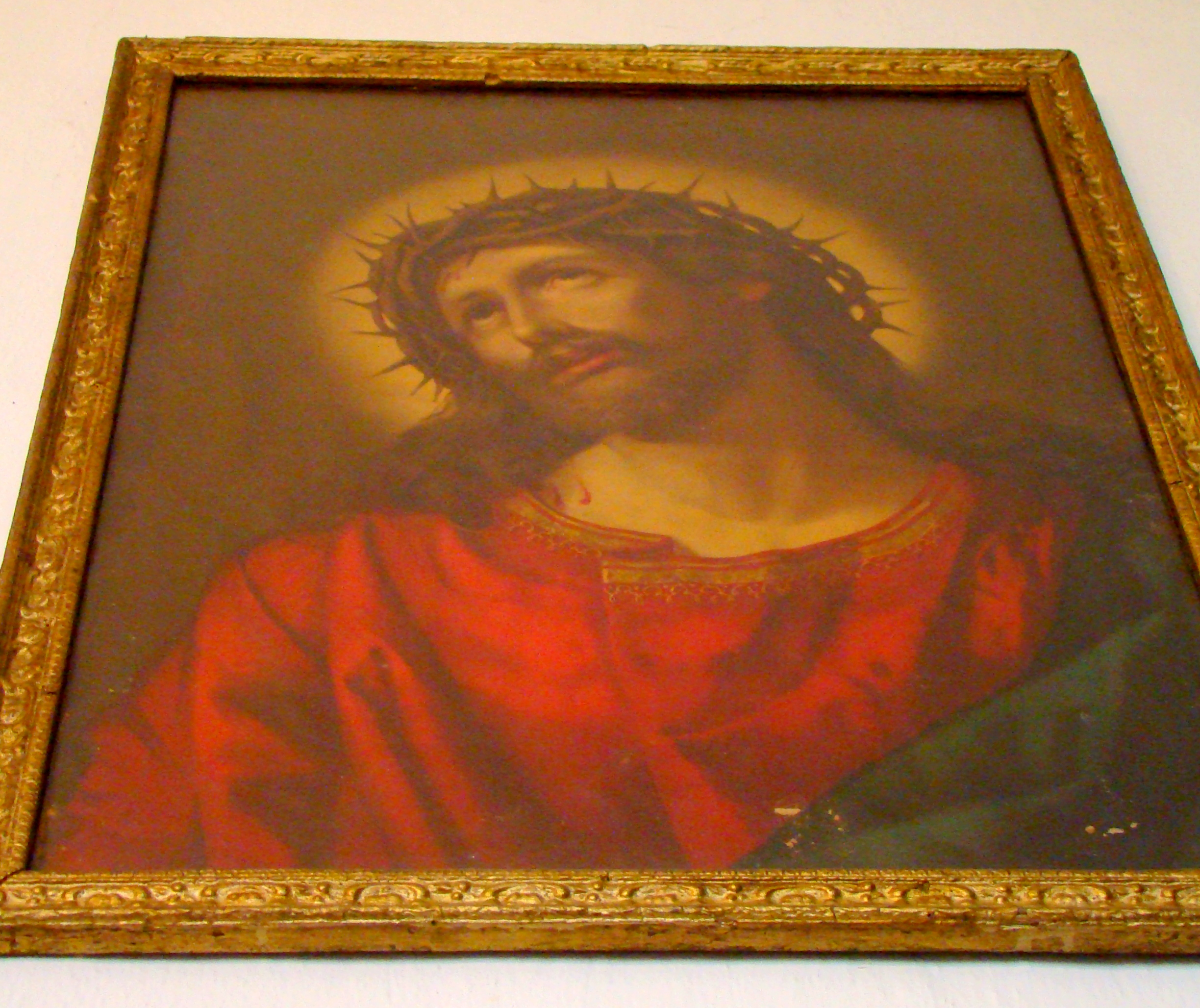
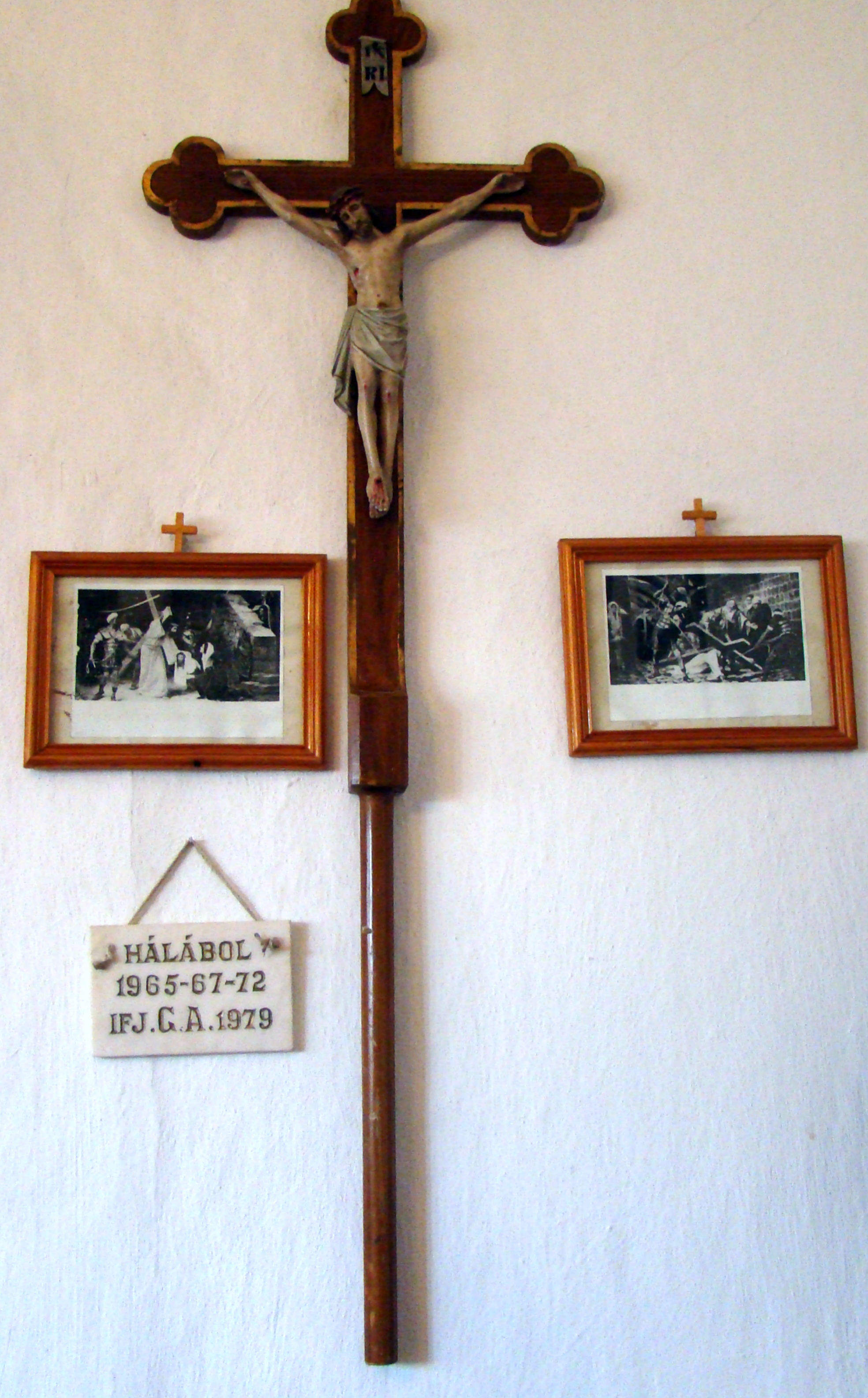
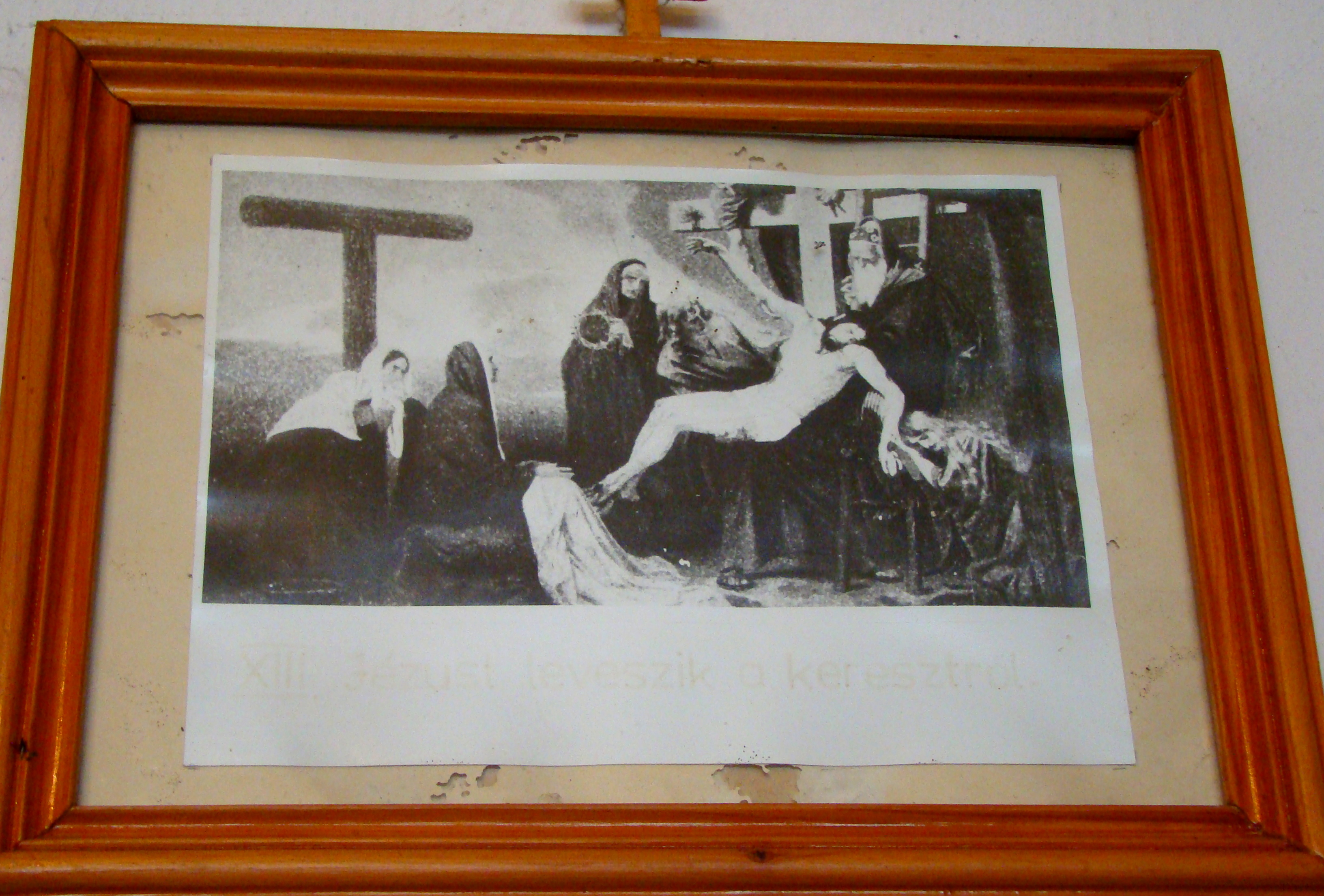
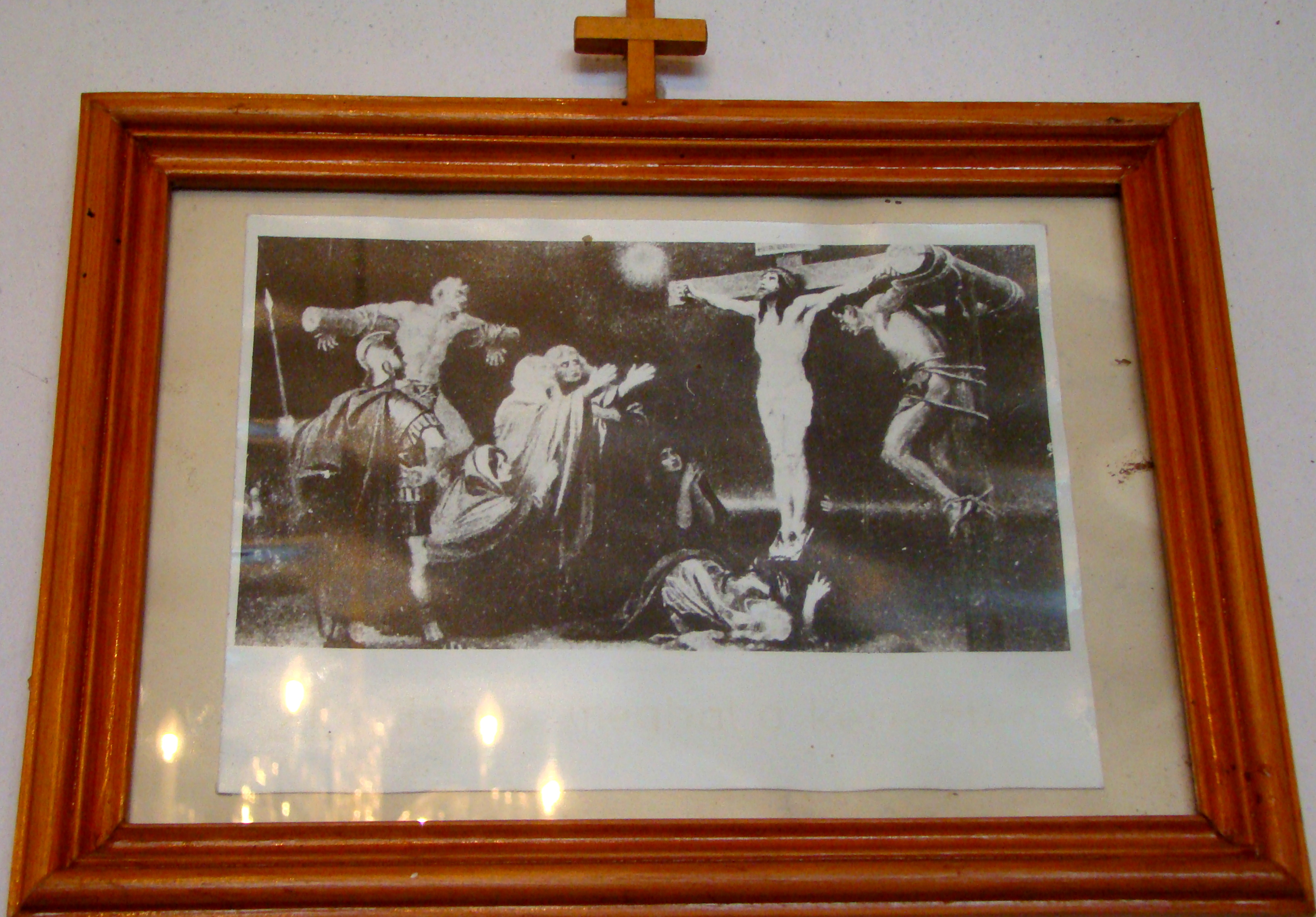
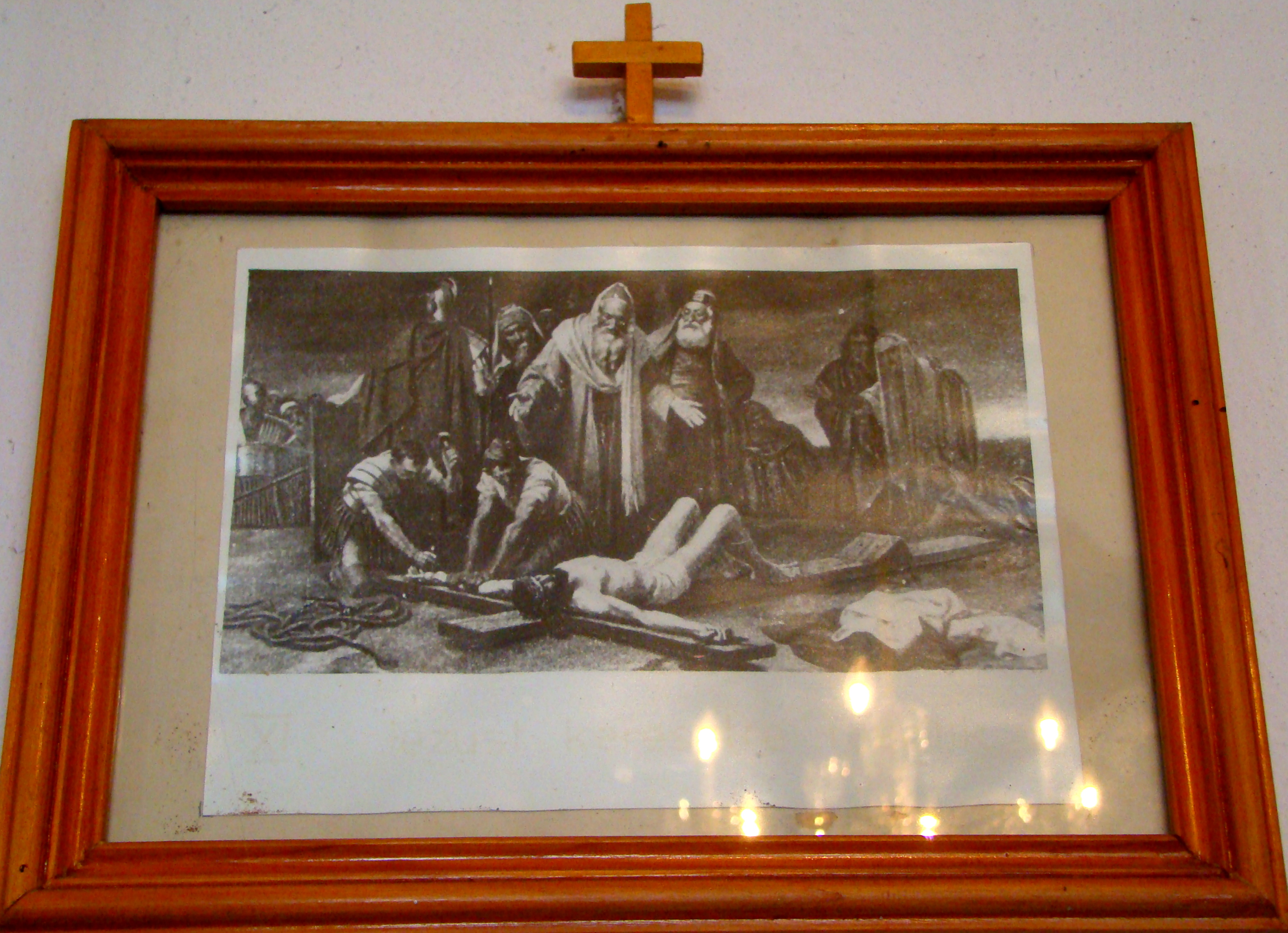
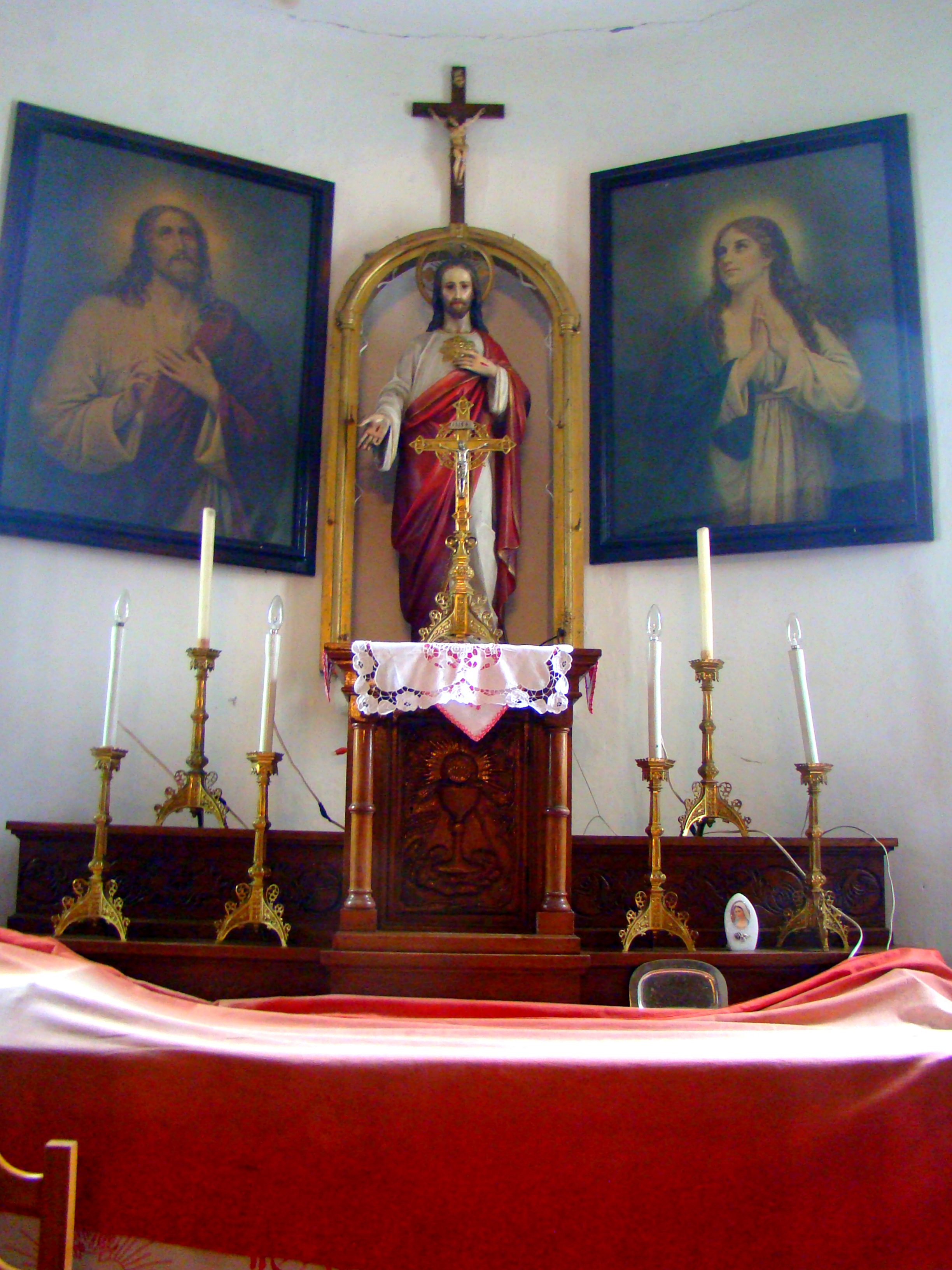
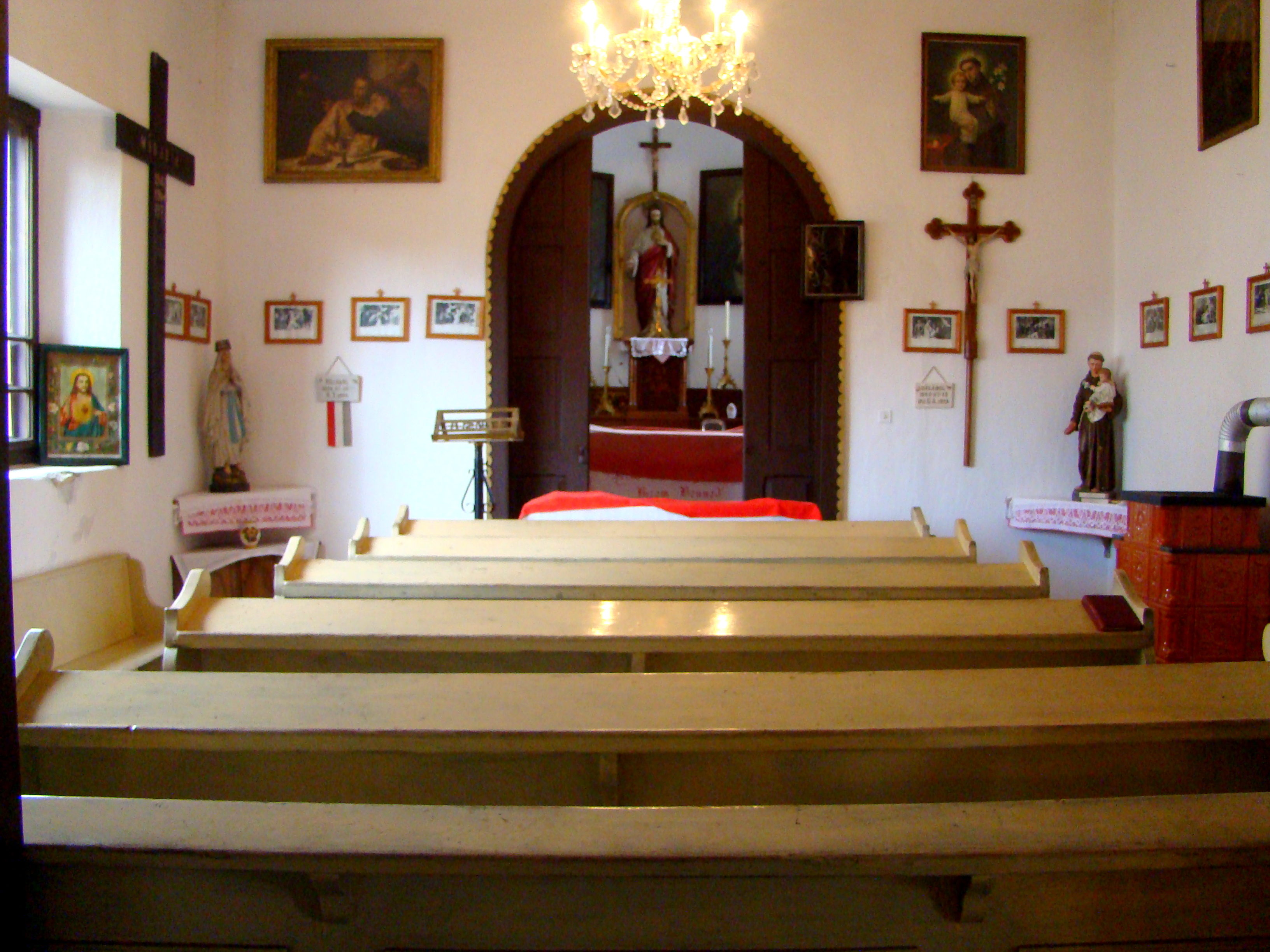
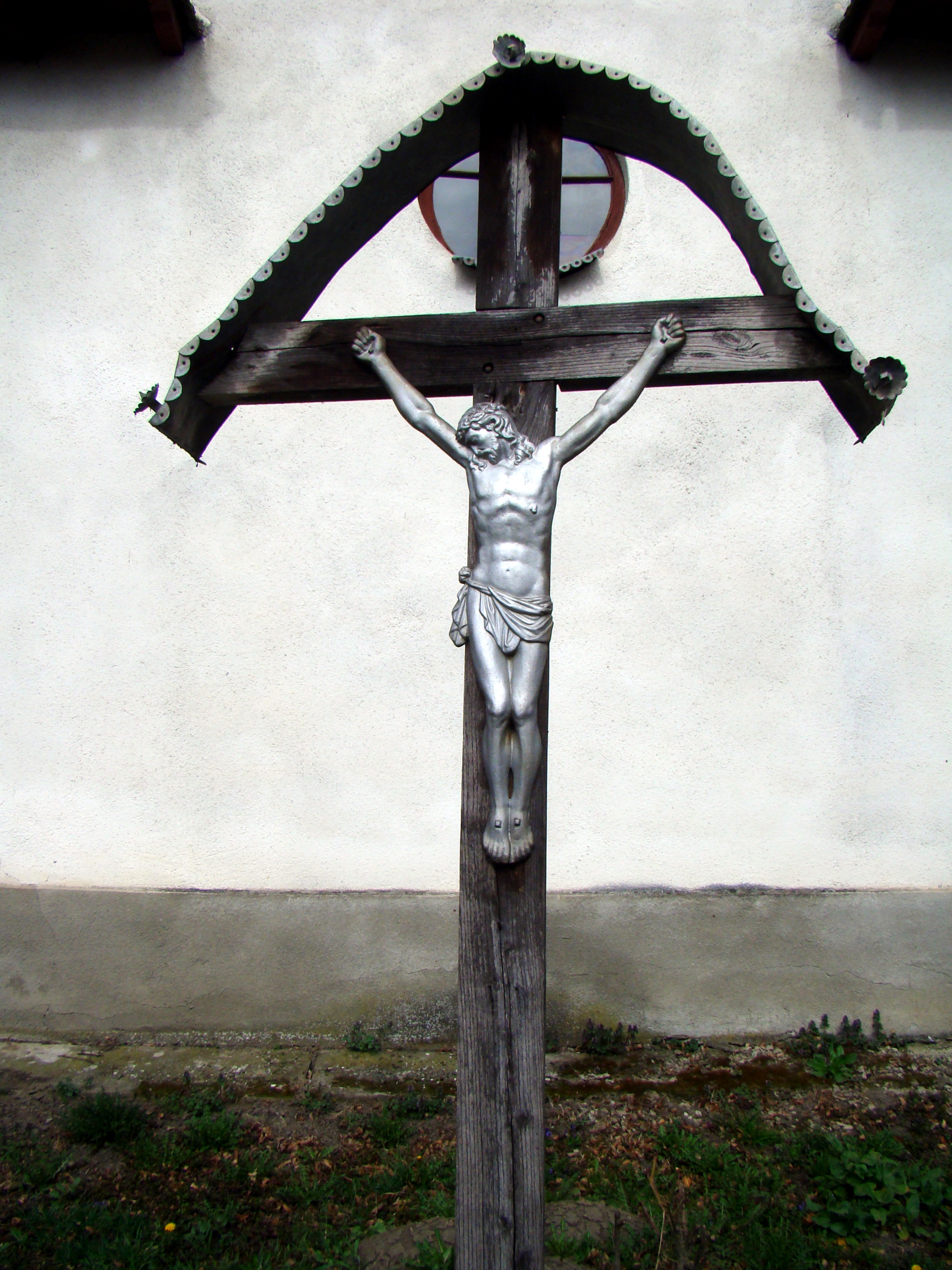
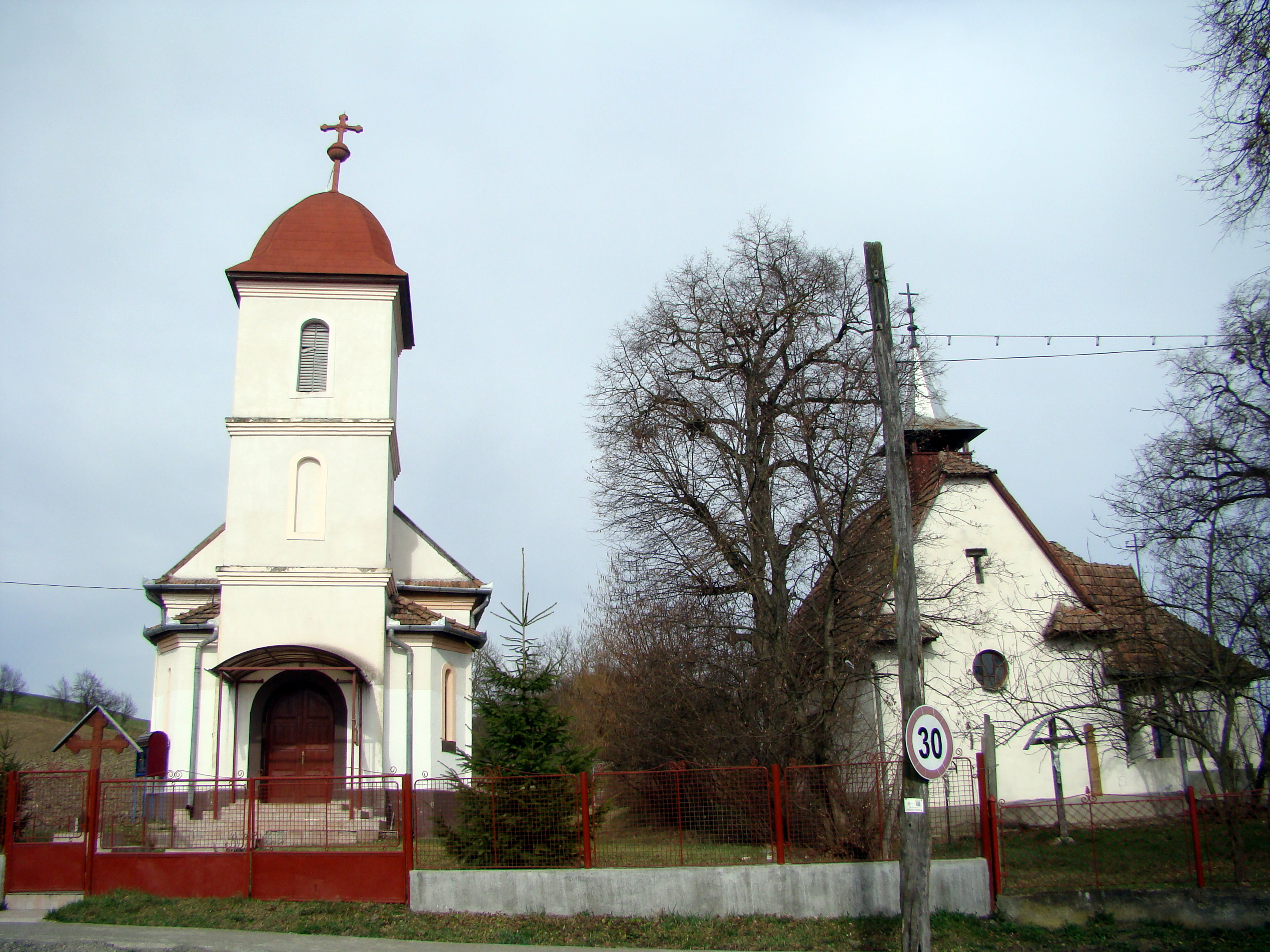
Biserica ortodoxă și cea catolică